# ガンマ線天文学
ガンマ線天文学（ガンマせんてんもんがく、英語：gamma-ray astronomy）は観測天文学の一分野で、宇宙から飛来するガンマ線を研究する。ガンマ線を放射する天体は超新星残骸、パルサー、活動銀河核等がある。

## 概要
ガンマ線は、X線より短い波長領域の光（電磁波）の総称である。発生機構、物質の相互作用はエネルギーと伴に変化する。そのため、波長毎によって区分けされた領域毎に観測装置も異なる。観測天文学的には、ガンマ線を次のように区分けしている。
1. 硬X線に区分される領域に相当する100keV（キロ電子ボルト）領域
2. 電子 - 陽電子の対消滅や原子核の励起状態からのラインスペクトルに相当するMeV（メガ電子ボルト）領域
3. 100MeV以上、100GeV以下の領域を高エネルギーガンマ線と呼ぶ。
4. 100GeV以上の領域を超高エネルギーガンマ線と呼ぶ。

なお、発生機構としては、3以上は銀河核内での超新星爆発やビッグバンなど宇宙規模クラスの現象でないと生じない。

## 主な観測装置
- γ線領域を観測するためには、光電子増倍管やマイクロチャンネルプレートを、大気中に向けてγ線から生じる反応光を測定したり、反応から生じるチェレンコフ光などを観測する。
- 鉛ガラスを取り付けた検出器を載せた観測装置を、気球や人工衛星に搭載して直接観測する。
- γ線スペクトル測定を目的とした専用の検出器を、気球や人工衛星に搭載して直接観測する。

## 代表的なγ線源の種類

### 銀河系内
1. パルサー
2. 銀河円盤から拡がったγ線、分子雲
3. 超新星残骸など

### 銀河系外
1. 大マゼラン雲
2. 活動銀河

### γ線バースト
10秒間程度の短い時間に、一気にγ線が放出される現象。1997年頃から、対応天体から発生源などをX線、電波、可視光などで観測できるようになった。これらの観測によって、赤方偏移が1程度の宇宙論的な遠方の銀河で起こっていることがわかってきた。また、放射エネルギーの総量は太陽程度の大きさの質量をエネルギーとして一挙に開放したものに相当することがわかってきた。光速に極めて近い速さで噴出する「火の玉」に喩えられるモデルでおおよその説明はできる。しかしながら、このような爆発を引き起こすその原因や詳細にわたる観測事実の説明など依然として未解決の問題を含んでいる。

### 研究課題
- 天文学 - 天体物理学
  - 高エネルギー天文学
  - 電波天文学
  - X線天文学

### 観測対象
- ガンマ線バースト
- 活動銀河核
- 超新星残骸
- パルサー

### 観測衛星
- コンプトンガンマ線観測衛星
- すざく